# الآيي بطرس
الآيي بطرس (بالفرنسية: Pierre d'Ailly)‏ (1350 - 1420 م) كان لاهوتي وكاردينال فرنسي.
لخص في كتابه «صورة العالم» مجال المعارف المكتسبة والتخمينات المفترضة بصدد صورة العالم.

## روابط خارجية
- الآيي بطرس على موقع الموسوعة البريطانية (الإنجليزية)